# Libertate (filozofie)
Libertatea este un concept filosofic, a cărui semnificație ar putea fi rezumată prin sintagma „lipsa constrângerilor”.
Conceptul de libertate a avut de-a lungul istoriei utilizări multiple (uneori contradictorii). Pentru o înțelegere corectă a semnificației acestui concept este nevoie să se cunoască contextul (filosofic) în care a fost folosit.

## Utilizări în filosofie

### Filosofie politică

#### Poziția lui John Stuart Mill

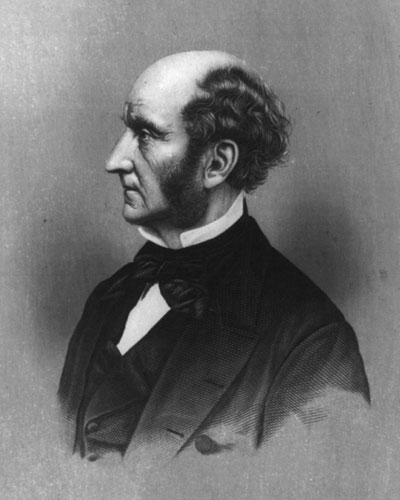
John Stuart Mill

Pentru J.S. Mill, libertatea este determinată de raporturile dintre individ și societate. Astfel, sfera libertății umane cuprinde următoarele:
1. libertatea lăuntrică (libertatea de conștiință);
2. libertatea de exprimare;
3. libertatea alegerii unui stil de viață;
4. libertatea de asociere liber consimțită.

Mill consideră că, în afara unor situații excepționale (ex: scurte perioade de criză ale comunității), societatea nu se poate amesteca în mod legitim în sfera privată a individului.
Filosoful precizează că orice imixtiune a societății în sfera libertății individuale are 2 efecte indezirabile (din punct de vedere utilitarist) :
1. uniformizarea;
2. oprirea dezvoltării individului.

#### Poziția lui Isaiah Berlin
Pentru Isaiah Berlin există 2 sensuri (politice) ale conceptului de libertate:
1. libertatea negativă;
2. libertatea pozitivă.

Libertatea negativă precizează care este limita independenței comportamentului individual, fiind astfel identificabilă cu lipsa constrângerilor din partea altor persoane asupra activității mele. În privința acestei folosiri a conceptului de libertate Isaiah Berlin face următoarele precizări :
- constrângerea este distinctă de incapacitate (care ține de natură);
- libertatea nu are valoare fără condiții adecvate pentru folosirea ei;
- nu se poate vorbi despre o libertate (ex: "libertatea socială") ci doar despre libertate individuală;
- libertatea nu este unicul scop al oamenilor, fiind uneori acceptabil să se renunțe la libertate in favoarea altor valori;

Libertatea pozitivă privește sursa comportamentului, utilizarea derivând din dorința individului de a fi propriul său stăpân. Libertatea concepută ca libertate pozitivă este corelată în mod direct cu opiniile despre ceea ce constituie "un eu, o persoană, un om"

### Libertatea voinței
Problema libertății de voință se înscrie în disputa dintre cei ce susțin liberul arbitru și cei cu vederi deterministe.

#### Poziția lui Spinoza
În discursul lui Spinoza, această problemă filosofică se pune pe două planuri: cel divin si cel uman, iar libertatea la cele două niveluri este subsumată unor seturi diferite de condiții.
Afirmația lui Spinoza că „totul este determinat de necesitatea naturii divine” pare să nu mai lase loc pentru a mai vorbi despre libertate. Însă tot conform lui, „un lucru este liber când acesta există prin simpla necesitate a naturii sale și nu este determinat de forțe externe să acționeze”. Spinoza nu opune libertății necesitatea, ci constrângerea, căci numai dacă un lucru este constrâns să acționeze după o lege impusă, atunci acela nu este liber.
Din acest punct de vedere, Dumnezeu este absolut liber deoarece se autodetermină în totalitate.
Omul lui Spinoza este într-o stare de servitute în măsura în care este determinat de circumstanțele externe. Acesta, pentru a fi liber, trebuie să acționeze în baza emoțiilor active, care își au sursa în rațiune și nu în baza celor pasive, care au cauze externe. Divinitatea se reflectă în această utilizare a rațiunii.

### Perspectiva existențialistă asupra libertății

#### Poziția lui Sartre
Existențialismul ateu, reprezentat în principal de J.-P. Sartre, privește individul ca fiind prin excelență liber. Prin această libertate consubstanțială se înțelege permanenta existență a cel puțin două opțiuni suplimentare aflate oricând la îndemâna noastră, în orice alegere aparent supusă constrângerilor definitive. Nimic nu este impus, deoarece mai există în ultimă instanță, întotdeauna, soluția alternativă a abandonului sau cea a sinuciderii. (Sartre exemplifică, în Ființa și neantul, prin cazul unui recrut care ar fi mobilizat în război, fiind deci obligat să ucidă: de fapt, obligația este doar una aparentă, deoarece în realitate el mai are la îndemână cel puțin două opțiuni: dezertarea sau sinuciderea. Prin urmare, dacă cineva a ucis în război, este pentru că a ales să ucidă. Suntem, ca atare, perfect responsabili pentru fiecare din alegerile vieții noastre, având totdeauna posibilitatea alegerii, iar punctul de vedere contrar, al permanentelor justificări și contextualizări, este punctul de vedere al relei-credințe.)
Din noțiunile de libertate și responsabilitate (condiții necesare în viziunea lui J. P. Sartre pentru ceea ce el numește, în "Existentialismul este un umanism" , „o existență autentică”) decurg unele directive morale. Însă conștiința unei vieți autentice este posibilă pe măsură ce ne detașăm de definirea noastră ca identitate prin ochii celorlalți. Astfel se ajunge la un paradox: „privirea” celorlalți ne reifică, ne transformă în obiect al reprezentării, o reprezentare de care depindem și de care suntem rareori responsabili ("Infernul sunt ceilalți" - J.-P. Sartre,  Cu usile inchise). Soluția dată de Sartre acestei probleme constă în asumarea libertății, în respingerea naturii (physis) și a punctului de vedere esențialist care definește indivizii ca esențe imuabile. Individul trebuie definit existențial și istoric, în raport cu devenirea sa și cu totalitatea actelor și a alegerilor sale.